# Stone Gossard
Stone Gossard (* 20. července 1966, Seattle, USA), rozený Stone Carpenter Gossard, je americký kytarista a zakládající člen skupiny Pearl Jam. Gossard je známý také díky svým hudebním aktivitám s mnoha seattleskými grungeovými kapelami. Spolupracoval s kapelami jako Mother Love Bone, Green River, Queens of the Stone Age či Brad.